# Gerard Plessers
Gerard Plessers (30 de març de 1959) és un exfutbolista belga.

## Selecció de Bèlgica
Va formar part de l'equip belga a la Copa del Món de 1982.